# Gesneria filipes
Gesneria filipes är en tvåhjärtbladig växtart som beskrevs av Brother Alain. Gesneria filipes ingår i släktet Gesneria och familjen Gesneriaceae. Inga underarter finns listade i Catalogue of Life.